# Ad Dawadimi
Ad Dawadimi es una localidad de Arabia Saudita, en la región de Riad.

## Demografía
Según estimación 2010 contaba con 217.305 habitantes.